# Indische Badmintonmeisterschaft 2016/17
Die Indische Badmintonmeisterschaft der Saison 2016/17 fand vom 3. bis zum 7. Februar 2017 in Patna statt. Es war die 81. Austragung der nationalen Titelkämpfe im Badminton in Indien.

## Medaillengewinner
| Disziplin    | Gold                                        | Silber                             | Bronze                                        |
| ------------ | ------------------------------------------- | ---------------------------------- | --------------------------------------------- |
| Herreneinzel | Sourabh Varma                               | Lakshya Sen                        | Harsheel Dani                                 |
| Herreneinzel | Sourabh Varma                               | Lakshya Sen                        | Sameer Verma                                  |
| Dameneinzel  | Rituparna Das                               | Reshma Karthik                     | Arundhati Pantawane                           |
| Dameneinzel  | Rituparna Das                               | Reshma Karthik                     | Aakarshi Kashyap                              |
| Herrendoppel | Satwiksairaj Rankireddy Chirag Shetty       | K. Nandagopal Sanyam Shukla        | Krishna Prasad Garaga Dhruv Kapila            |
| Herrendoppel | Satwiksairaj Rankireddy Chirag Shetty       | K. Nandagopal Sanyam Shukla        | Bennet Antony Arjun Kumar Reddy Malgari       |
| Damendoppel  | Aparna Balan Prajakta Sawant                | Shikha Gautam Sanyogita Ghorpade   | K. P. Sruthi Haritha Manazhiyil Harinarayanan |
| Damendoppel  | Aparna Balan Prajakta Sawant                | Shikha Gautam Sanyogita Ghorpade   | Mahima Aggarwal Maneesha Kukkapalli           |
| Mixed        | Satwiksairaj Rankireddy Maneesha Kukkapalli | Venkat Gaurav Prasad Juhi Dewangan | Dhruv Kapila Kuhoo Garg                       |
| Mixed        | Satwiksairaj Rankireddy Maneesha Kukkapalli | Venkat Gaurav Prasad Juhi Dewangan | Akshay Dewalkar Aparna Balan                  |